# Омладински рад
Омладински рад јесте планиран програм образовног карактера, креиран са сврхом пружања подршке младима у процесу осамостаљивања, тако што им омладински радник/ца помаже у личном и социјалном развоју како би постали активни чланови/це друштва и учесници/це у процесу доношења одлука.
Идеја омладинског рада је пружање подршке младима да обликују своју будућност.
Основна сврха омладинског рада је стварање сигурног окружења и могућности за активно учешће младих на добровољној основи у процесу стицања компетенција, вредности и уверења.
Специфичност омладинског рада у односу на било који други рад са младима јесте да је он плански, односно циљано образовног карактера.
а) комплементаран је формалном образовању;
б) спроводи се од стране омладинских радника/ца;
в) спроводи активности које користе методе неформалног образовања и информисања.

## Битни појмови
Неформално образовање - организоване и планиране образовне активности које подстичу индивидуално и друштвено учење, дешавају се изван система формалног образовања, комплементарне су формалном образовању у којем је учешће добровољно, а дизајниране су и изведене од стране обучених и компетентних едукатора/ки. Неформално образовање у области омладинског рада омогудава младима да стекну компетенције које доприносе њиховом личном развоју, активном грађанству и поведању запошљивости.
Учешће младих - приступ активног грађанског учествовања младих као средство преузимања активне улоге и у развоју властитог окружења.
Омладински програм - програми за младе, планирани са циљем личног и социјалног развоја младих, у односу на права и потребе младих у одређеној заједници (програми оснаживања, програми превенције и сл.).
Омладински активизам - представља глас младих који су окупљени око заједничке идеје зарад неке друштвене промене. Постоје различити облици активизма у односу на различите друштвене проблеме (студентски протести, петиције, кампање, трибине), а основа активизма јесте волонтеризам.
Волонтер/ка - особа која се ангажује да ради за заједницу без новчане надокнаде, учешћем у неком програму, истовремено развијајући своје вештине, где има прилику да научи нешто ново и развије солидарност са осталим члановима у заједници. Волонтери могу радити у свим организацијама, институцијама и установама у којима постоје организовани волонтерски програми.

## Карактерискике омладинског рада
- Третирање младих као партнера, односно као своје циљне групе, а не као клијената, ученика/ца и пацијената/киња, укључујући холистички приступ;
- Пружање подршке младима у развоју властитог система вредности, социјалних вештина и одговорности, како би потпомогли процес осамостаљивања и њихову активну интеграцију у друштво;
- Обезбеђивање равноправности учешћа младих и принципа инклузије и антидискриминације;
- Кориштење метода неформалног образовања;
- Сарађује са осталим актерима из различитих сектора друштва како би друштво одговорило на потребе младих;
- Пружање подршке младима у доношењу (информисаних) одлука у односу на личну одговорност према друштву и заједници;
- Охрабривање младих да развијају критичко мишљење у односу на властито искуство и свет око себе и подстиче на активно деловање;
- Промовисање идеје волонтеризма;
- Пружање услуга младима, а да притом млади доносе одлуке да ли ће учествовати у омладинском раду (Млади учествују у програмима омладинског рада на добровољној основи);
- Комплементарност са формалним образовањем како би се млади подстакли на остваривање властитих потенцијала;
- Базирање на професионалном односу између омладинског/е радника/це и младих;
- Није нужно везан за формално образовање омладинског/е радника/це.[1]

## Омладински/а радник/ца
Омладински радник је стручно лице, ангажовано у организацијама цивилног друштва/институцијама/локалној самоуправи, које спроводи активности омладинског рада, а чије су компетенције дефинисане стандардима занимања у области омладинског рада. Компетенције се могу стећи кроз формално, неформално и информално образовање и учење.
Од 2019. године омладински/а радник/ца се налази у Јединственом кодексу шифара за евиденцију Националне службе за запошљавање, под шифром 3412.03.

## Референцe
1. 1 2  „Смернице за осигурање квалитета омладинског рада” (PDF). Приступљено 28. 9. 2019.
2. ↑  „Nacionalna strategija za mlade 2015-2025” (PDF). Приступљено 28. 9. 2019.
3. ↑  Калаба, Вања (2008). Практични приручник за омладински рад. Центар за омладински рад.
4. ↑  „Речник омладинске политике” (PDF). Приступљено 28. 9. 2019.
5. ↑  „Omladinski/a radnik/ca je zanimanje!”. Приступљено 28. 9. 2019.